# Bernd Krechting
Bernhard Krechting (antes de 1500 - 22 de enero de 1536) fue uno de los líderes del reino Anabaptista en Münster.

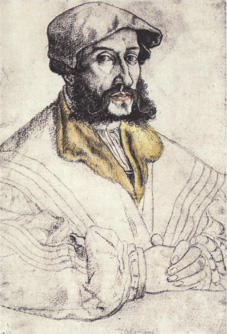
Bernhard Krechting

Originario de Schöppingen, Münster provenía de una familia con educación y un trasfondo en la iglesia. A pesar de su formación como sacerdote y sus roles como tutor y pastor, su adopción de las creencias Anabaptistas lo llevó a ser destituido de sus cargos anteriores.
Junto con un grupo de seguidores, se trasladó a Münster, donde se convirtió en uno de los predicadores más prominentes del movimiento. En colaboración con su hermano, Heinrich Krechting, desempeñó un papel clave en la administración de la "Nueva Jerusalén", como se conocía a Münster entre los Anabaptistas.
Sin embargo, su participación activa atrajo la atención de las autoridades católicas. Fue arrestado y sometido a tortura y ejecución pública junto con otros líderes Anabaptistas, incluyendo a Jan van Leiden y Bernhard Knipperdolling, el 22 de enero de 1536. Sus cuerpos, junto con los de sus compañeros, fueron expuestos en jaulas de hierro como advertencia para aquellos que desafiaban la autoridad eclesiástica.
Aunque las jaulas fueron retiradas 50 años después, el legado de Bernhard Krechting y su sacrificio permanecen como parte de la historia de Münster y el movimiento Anabaptista.